# Георги Георгиев (боксьор)
Георги Георгиев е български боксьор.

## Биография
Роден на 8.11.1928 г. в с. Звездица, обл. Варна.
Учи в училище „Константин Арабаджиев“, където се запознава с футбола, волейбола и други спортове. Към бокса го привлича Васил Матеев, приятел на неговия брат, когато Георги е едва 14-годишен. Боксът му допада и по-късно организира училищна школа, в която се включват Панайот и Димитър Костови, Мамин Кольо и други негови съученици. Започва да посещава клуба по бокс на ул. „Сливница“ 5. За да си купи боксови ръкавици, през лятото на 1943 г., продава еклери и други сладкиши в курорта Св. св. Константин и Елена, а след сезона – вестници. Играе бокс заедно с Георги Чорбов, Николай Костов, Панайот Костов, Филип Пехливанов, Михаил Владимиров.
За първи път излиза на ринга в демонстрационен мач през 1943 г. срещу Иван Пенчев. Срещата се състои в ресторант „Грозд“. На следващата година, за втори път, се качва на ринга, където играе срещу Георги Чорбов (Чорито).
Завършва образованието си през 1946 г. и започва да работи като автомонтьор в „Аутомотор“ (тогава работилницата се намира на ул. „Братя Шкорпил“). Отбива военната си служба в поделението на Гранични войски в Морската градина. До щаба на поделението (днес Природонаучният музей) е изграден боксов ринг познат на старите варненци като „Граничен кът“. На този ринг се провеждат и градски състезания, където Георги Георгиев (Найчо) играе в отбора на „Спартак“. Тук го забелязва треньорът на националния отбор Ернст Вайс, и го включва в отбора. С представителна гарнитура играе през 1948 г., 1949 г. и 1950 г. в категория „петел“. През 1948 г. става републикански шампион. Включен е за участие в балканиадата в Албания и побеждава своя противник. През 1952 г. отново става републикански шампион. На финала побеждава Вангел Търпов, който е един от най-изтъкнатите боксови специалисти в България и треньор на „Локомотив“, Пловдив.
Работи в системата на МВР и се пенсионира през 1972 г. със звание „майор“.
През 1952 г. Ставри Бъчваров е освободен от треньорска длъжност в дружество „Спартак“ и бива заместен от Георги Георгиев (Найчо). Едновременно подготвя състезателите на „Пренос – превоз“, които представляват дружество „Септември“. През 1956 г. завършва съдийски курсове и придобива степен републиканска категория, но сравнително малко се изявява като съдия. Призван е да създава боксови таланти. Негови възпитаници са: Максим Тодоров, Атанас Тодоров, Димитър, Атанас и Огнян Рупчеви, Илия Георгиев, Георги Тодоров, Симеон Георгиев, Сашо Кабакчиев, все национални състезатели с много титли от различни първенства. Изброените са само част от състезателите, преминали през школата на бат Найчо. Работи и с юноши. През 1957 г. става отборен републикански шампион. Работи и с колективи. Открива боксова школа във фабрика „Христо Ботев“.
От 1958 до 1974 г., отборът на „Спартак“ играе в „А“ и „Б“ боксови групи. През 1974 г., боксът в дружеството е закрит. Решено е спортът да се развива само в дружество „Черно море“. Найчо е поканен за треньор при „моряците“, но се отказва. След четири години, Найчо убеждава ръководството на „Спартак“ да разкрие отново боксовата си школа. Без право да се изявява, работи с младите и създава нови таланти. През 1992 г. учредява боксов клуб „Спартак – 1992“. От този клуб израстват Давид Манукян, Карен Мусаелян и др., които постигат успехи като състезатели на други клубове.
През цялата му кариера на състезател и треньор на дружество „Спартак“, боксьорите от школата на бат Найчо не разполагат с боксова зала. Подготовката им протича при ненормални условия – на бившия спортен комплекс „Спартак“ (на открито) в една стая до кино „Г. Димитров“, в административната сграда на Колхозния пазар, в мазето и пред блока, в който живее Найчо на улица „Фредерик Жолио-Кюри“, в кино залата на Хуманитарна гимназия, на игрището пред и във физкултурния салон на Трета природоматематическа гимназия, а последно по коридорите и антрето на Юнашкия салон при крайно лоши условия.
В дългогодишната си спортна кариера работи с достойни хора, от които получава помощ като Стойко Кацов, Велчо Велчев, Андрей Премянов, Иван Джорджинов, полковник Милушев, бай Димо и др. Той им се отплаща с шампиони.
Негови бивши състезатели, а сега треньори са: Иван Петров, Карен Мусаелян, Красимир Христов, Минчо Минчев и Николай Николаев. Те продължават започнатото от бат Найчо и предават опита му на младите боксьори в гр. Варна.
За своя принос в бокса е удостоен със званията „майстор на спорта“, „заслужил майстор на спорта“, „заслужил треньор“.
Някои от основните незабравими изрази на бат Найчо са:
| „ | „Удари веднъж, остани неударен, вместо удари десет пъти, ударен веднъж!“ „Основата на бокса е в краката.“ „В живота трябва да си честен човек, в бокса – лъжец.“ „В сряда не се сяда.“ „Лявата ръка да играе.“ „Танцувай с краката!“ | “ |

- Георги Георгиев (Найчо)
- Георги Георгиев, придружаван от баща си
- Ставри Бъчваров и Георги Георгиев – ЗМС награждаване
- 1958 г. отбор на Варна – Георги Георгиев – вторият отляво
- Георги Георгиев – бат Найчо с младия Давид Манукян
- Георги Георгиев с Петър Станков и Ставри Бъчваров